# This Is What the Truth Feels Like
This Is What the Truth Feels Like è il terzo album in studio da solista della cantante statunitense Gwen Stefani, pubblicato nel marzo 2016 per Interscope Records.

## Descrizione
La pubblicazione del terzo album solista di Gwen Stefani venne già progettata a partire dal 2014, con Benny Blanco nel ruolo di produttore esecutivo. I singoli Baby Don't Lie, coprodotto da Ryan Tedder, e Spark the Fire, prodotto da Pharrell Williams, vennero pubblicati come primi due singoli in vista dell'uscita dell'album, ma i risultati non molto esaltanti dal punto di vista delle vendite e del successo dei due brani e il "blocco dello scrittore" di cui la cantautrice ha sofferto per un lungo periodo, convinsero la stessa Stefani a ricominciare tutto il lavoro di progettazione del suo terzo album.
Ispirata dalla fine del suo matrimonio con Gavin Rossdale, Gwen Stefani scrisse Used to Love You, pubblicato come primo singolo nell'ottobre 2015. Ha fatto seguito la pubblicazione di un secondo pezzo, Make Me like You, avvenuta nel febbraio 2016. Entrambi questi pezzi sono stati scritti insieme a Justin Tranter.
This Is What the Truth Feels Like è stato inquadrato nei generi pop, urban pop, R&B, hip hop e elettropop che incorpora elementi reggae, folk, disco, rock, punk e synth pop.

## Promozione

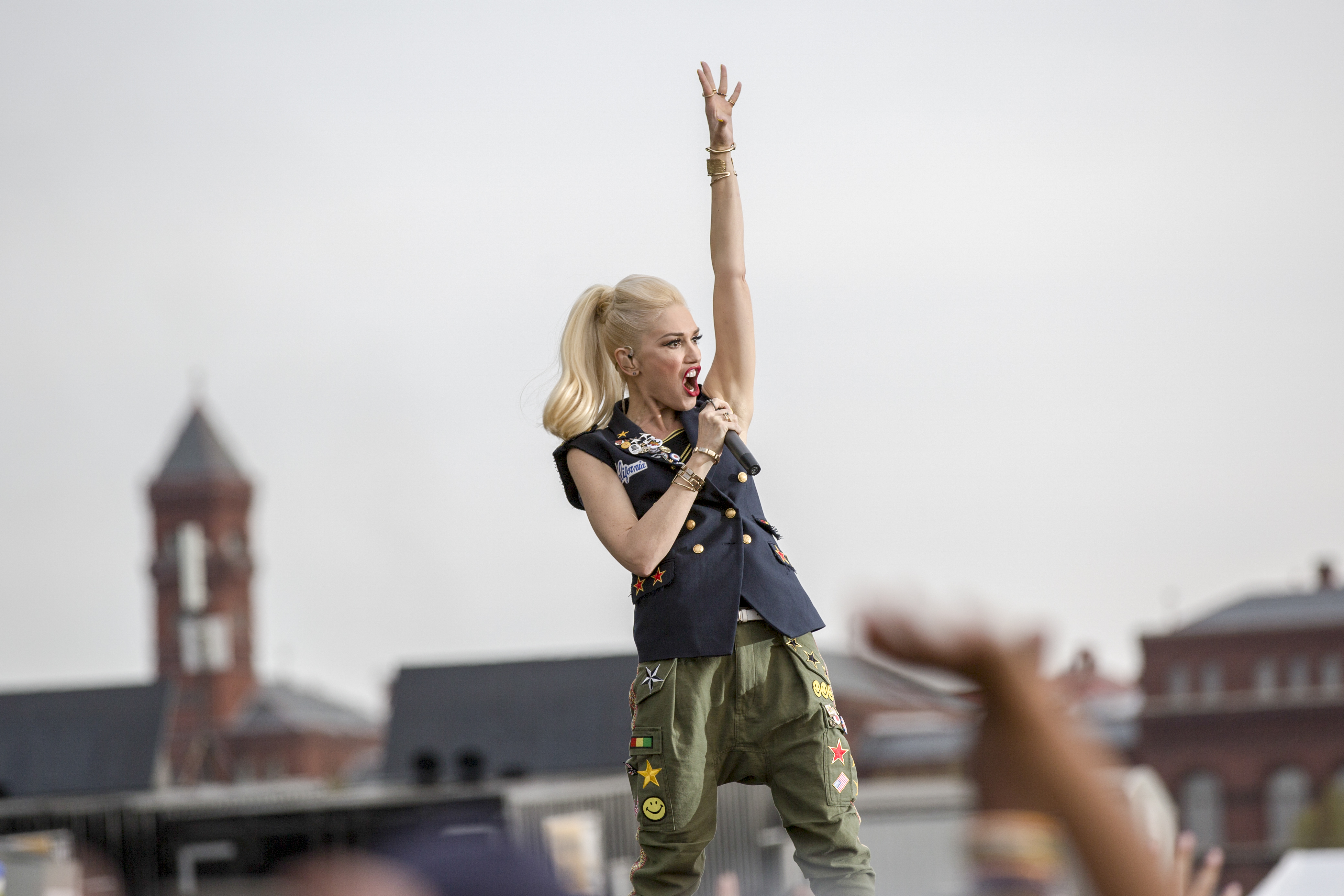
Gwen Stefani in una performance con i No Doubt, riuniti al Global Citizen Earth Day 2015.

Dal 7 febbraio 2015 Gwen Stefani intraprende una serie di concerti negli Stati Uniti e Giappone con il MasterCard Priceless Surprises Presents Gwen Stefani, in collaborazione con MasterCard. La promozione dell'album è iniziata nell'autunno 2015 con l'esibizione dal vivo del singolo Used to Love You a New York nel corso degli show organizzati da febbraio, esibendosi inoltre agli American Music Award. Nello stesso periodo Gwen Stefani è stata inoltre ospite in diversi talk show televisivi e programmi televisivi, incluso The Ellen DeGeneres Show.
La cantautrice annunciava nel febbraio 2016 che Make Me like You sarà il secondo singolo dell'album e che il suo video musicale sarebbe stato girato in diretta televisiva, il primo video prodotto in questo modo, e andato in onda durante la cerimonia dei Grammy Awards. Il 16 marzo 2016 ha invece cantato per la prima volta il brano Misery a Tokyo, data compresa nel tour dell'anno precedente.
Il 18 marzo 2016 viene pubblicato il progetto musicale, sostenuto da ulteriori apparizioni della Stefani nei principali talk show statunitensi, tra cui il Saturday Night Live, in cui si esibisce con i singoli rilasciati precedentemente. Per promuovere ulteriormente l'album, Stefani ha annunciato il 18 aprile 2016 che avrebbe intrapreso il suo terzo tour da solista, il This Is What the Truth Feels Like Tour, visitando 28 città tra Stati Uniti e Canada, a partire dal 12 luglio 2016.

## Accoglienza
| Recensione           | Giudizio |
| -------------------- | -------- |
| AllMusic             |          |
| Entertainment Weekly |          |
| The Guardian         |          |
| Pitchfork            |          |
| Rolling Stone        |          |
| Slant Magazine       |          |

This Is What the Truth Feels Like ha ricevuto recensioni generalmente favorevoli da parte della critica musicale contemporanea. Leah Greenblatt di Entertainment Weekly osserva che la cantautrice "è sempre stata una pop star particolarmente priva di sensi di colpa, le cui migliori canzoni sono quelle che raccontano della sua vita privata; [...] La Gwen 46enne, madre di tre figli, a volte può sembrare la liceale più glamour del mondo, altre accompagna la sua femminilità alla sua vita di donna matura. In questo progetto musicale sembra più vera - e suona più forte di quanto non sia stata per anni." Rob Sheffield ha scritto per Rolling Stone che l'album "ha un'aria affrettata - una versione simpatica ma di bassa personalità della sua familiare modalità solista dal suono pop".
Jillian Mapes di Pitchfork ha criticato le canzoni che ha percepito essere fatte su misura per la radio, definendole "irrilevanti", poiché "non corrispondono alla specificità unica dei suoi primi successi da solista". Il critico ha elogiato "quelle in cui è udibilmente turbata - a volte arrabbiata, a volte triste, come in Used to Love You, che riscattano 'This Is What the Truth Feels Like'". AllMusic recensisce l'album sottolineando che "riesce a essere vertiginoso e affascinante come Gwen Stefani non lo è mai stata", sebbene sottolinei che vi sia un po' di disordine nella completezza del progetto.
Kitty Empire di The Observer nota invece che il "pop rimbalzante, sonoramente poco avvincente e fissato sul nuovo rapporto della Stefani con Blake Shelton" e che probabilmente "un po' più di coraggio avrebbe giovato al progetto". Recensendo per The A.V. Club, Annie Zaleski ha osservato che "La Stefani non diventa mai troppo stuzzicante di dettagli nei testi, le sue smancerie sono abbastanza sottili da far risaltare le canzoni", riscontrando comunque alcuni difetti stilistici nel progetto. In una recensione eterogenea, Theon Weber di Spin ha commentato che si conferma la volontà di "creare uno scisma tra il suo punk/pop e la sua nostalgia new wave, lasciandolo irrisolto con la prima incagliata nel vecchio e la seconda generica e non approfondita."

## Tracce
1. Misery – 3:26 (Gwen Stefani, Justin Tranter, Julia Michaels, Mattias Larsson, Robin Fredriksson)
2. You're My Favorite – 2:56 (Gwen Stefani, Justin Tranter, Julia Michaels, Greg Kurstin)
3. Where Would I Be – 3:18 (Gwen Stefani, Justin Tranter, Julia Michaels, Greg Kurstin)
4. Make Me like You – 3:36 (Gwen Stefani, Justin Tranter, Julia Michaels, Mattias Larsson, Robin Fredriksson)
5. Truth – 3:34 (Gwen Stefani, Justin Tranter, Julia Michaels, Mattias Larsson, Robin Fredriksson)
6. Used to Love You – 3:47 (Gwen Stefani, Justin Tranter, Julia Michaels, Jonathan "J.R." Rotem, Teal Douville)
7. Send Me a Picture – 3:35 (Gwen Stefani, Justin Tranter, Julia Michaels, Greg Kurstin)
8. Red Flag – 3:20 (Gwen Stefani, Justin Tranter, Jonathan "J.R." Rotem, Raja Kumari)
9. Asking for It (feat. Fetty Wap) – 3:30 (Gwen Stefani, Justin Tranter, Julia Michaels, Tor Hermansen, Mikkel Eriksen, Willie Maxwell II)
10. Naughty – 3:07 (Gwen Stefani, Justin Tranter, Jonathan "J.R." Rotem, Raja Kumari)
11. Me Without You – 3:33 (Gwen Stefani, Justin Tranter, Julia Michaels, Jonathan "J.R." Rotem)
12. Rare – 3:55 (Gwen Stefani, Justin Tranter, Julia Michaels, Greg Kurstin)

## Classifiche
| Classifica (2016) | Posizione massima |
| ----------------- | ----------------- |
| Australia         | 6                 |
| Austria           | 38                |
| Belgio (Fiandre)  | 32                |
| Belgio (Vallonia) | 21                |
| Canada            | 3                 |
| Francia           | 49                |
| Germania          | 40                |
| Giappone          | 74                |
| Grecia            | 36                |
| Irlanda           | 17                |
| Italia            | 56                |
| Norvegia          | 40                |
| Nuova Zelanda     | 15                |
| Paesi Bassi       | 49                |
| Regno Unito       | 14                |
| Rep. Ceca         | 28                |
| Scozia            | 13                |
| Spagna            | 42                |
| Stati Uniti       | 1                 |
| Svizzera          | 10                |